# Marktplatz (Schiltach)

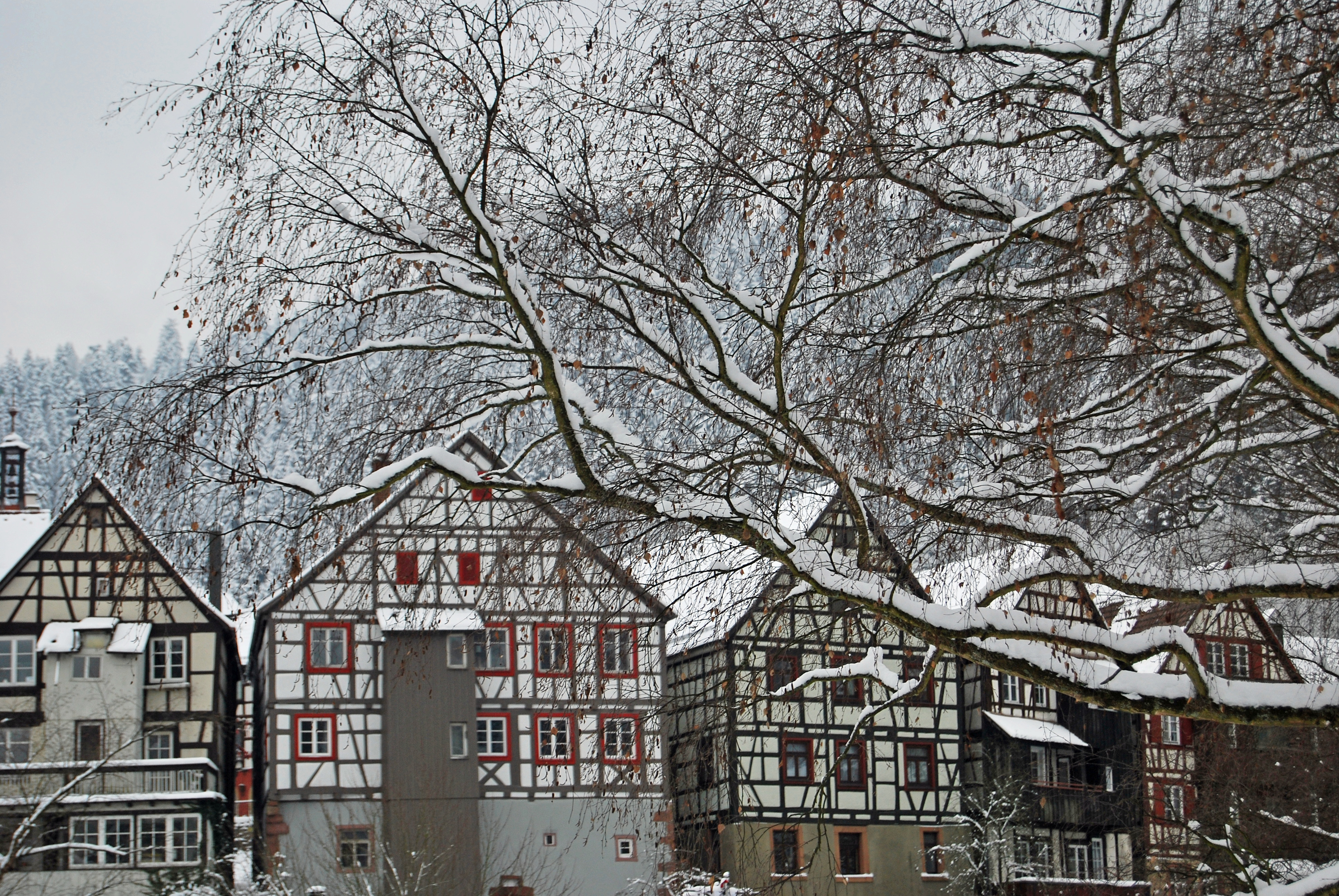
Die Marktplatznordseite von der Kinzig aus gesehen

Der Marktplatz von Schiltach im Schwarzwald ist ein kleiner Platz, der zentrale Platz von Schiltach im Schwarzwald, welcher komplett von historischen, denkmalgeschützten Häusern gesäumt ist. Der Platz entstand in dieser Form neu nach dem letzten Stadtbrand von 1791 an dieser Stelle.

## Geschichte
Der Herzog von Württemberg erteilte am 3. März 1791 Landesoberbauinspektor Groß den Auftrag, einen Plan zum Wiederaufbau des Marktplatzes zu fertigen. Städtebaulich gesehen wurde das planerische Werk von 1590 vom damaligen Architekten Heinrich Schickhardt verändert und verfälscht.
Das Gebäude Marktplatz 1 wurde vom Giebel her gesehen gedreht, sodass eine breitere Auffahrt auf den Marktplatz möglich war. Das untere Tor wurde etwas in Richtung Osten verschoben. Das Gebäude Marktplatz 11 wurde an die Stadtmauer in nordwestlicher Richtung versetzt. Somit entstand auch Raum, um zwischen den Gebäuden 9 und 10 eine neue Gasse mit abschließender langer Treppe zu bauen, welche damals in der heutigen Hauptstraße ungefähr in der Mitte endete. Die Gasse besteht heute noch. Durch die Gebäudeverschiebung fixierte sich ab diesem Zeitpunkt der Blick vom unteren Tor nicht mehr unmittelbar auf das Rathaus, sondern geradeaus in Richtung Schenkenzeller Straße.
Sämtliche Gebäude, bis auf eines, sind historische Fachwerkbauten, teils unter Putz. Einzig das Rathaus ist ein Steingebäude mit einer offenen Rundbogenhalle im Erdgeschoss und einem Staffelgiebel sowie einer Bemalung von Eduard Trautwein aus dem Jahre 1942. Lediglich das Rathaus von 1593, Haus Nr. 6, und die alte Apotheke (Apothekenmuseum) von 1590, Haus Nr. 5 (Umbau 1730), sind älter als die anderen Gebäude. Nur das Gebäude Marktplatz 1 ist der unspektakuläre Neubau einer Bank, bei dem man aber bemüht ist, es historisch wirken zu lassen. Jedoch auch dieses Gebäude als Neubau unterliegt dem Denkmalschutzgesetz und muss nach § 19, da die gesamte Altstadt von Schiltach unter Denkmalschutz steht, entsprechend den Bauverordnungen gepflegt bzw. Veränderungen daran ausgeführt werden.
Der Marktplatz hat insgesamt 13 Gebäude. Beginn war ursprünglich am ehemaligen unteren Tor, welches dem anwachsenden Verkehr des 19. Jahrhunderts weichen musste. Der Platz ist durch seine Lage und Architektur einmalig. Die Raumordnung entspricht einem Dreieck. Das Zentrum des Platzes ist das Rathaus, bergwärts an der obersten Spitze des Platzes gelegen. Die Raumwirkung des Platzes wird durch die hinter dem Rathaus folgende Schloßbergstraße, an der sich Fachwerkhaus an Fachwerkhaus bergwärts aneinanderreiht, gesteigert. Die Nordseite des Marktplatzes sitzt mit der Hinterseite unmittelbar auf der alten Stadtmauer auf, die Gebäude erreichen somit eine beachtliche, ungewöhnliche Höhe vom Fluss Kinzig aus gesehen.

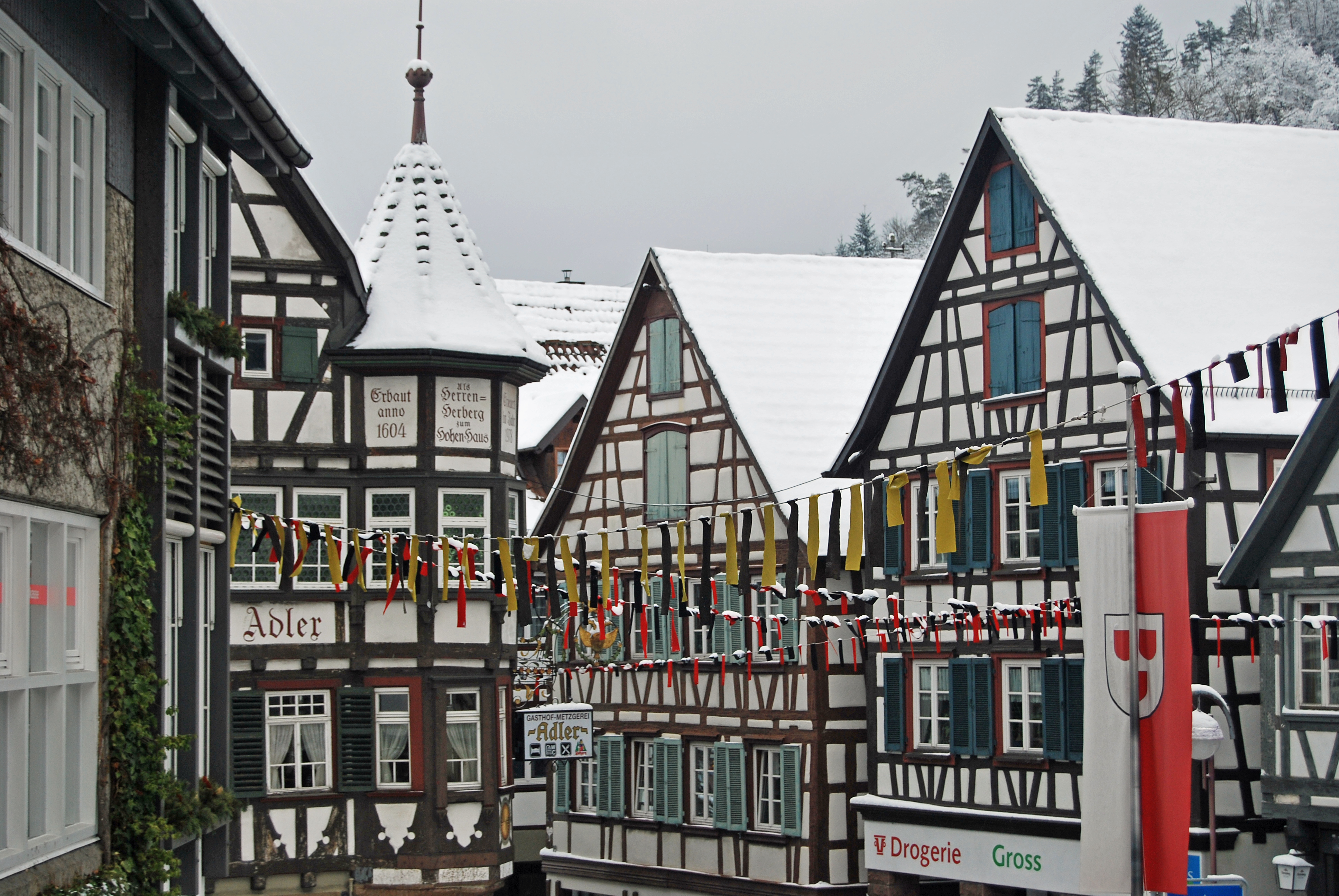
Links Marktplatz 1, geradeaus der Adler mit dem fränk. Erker

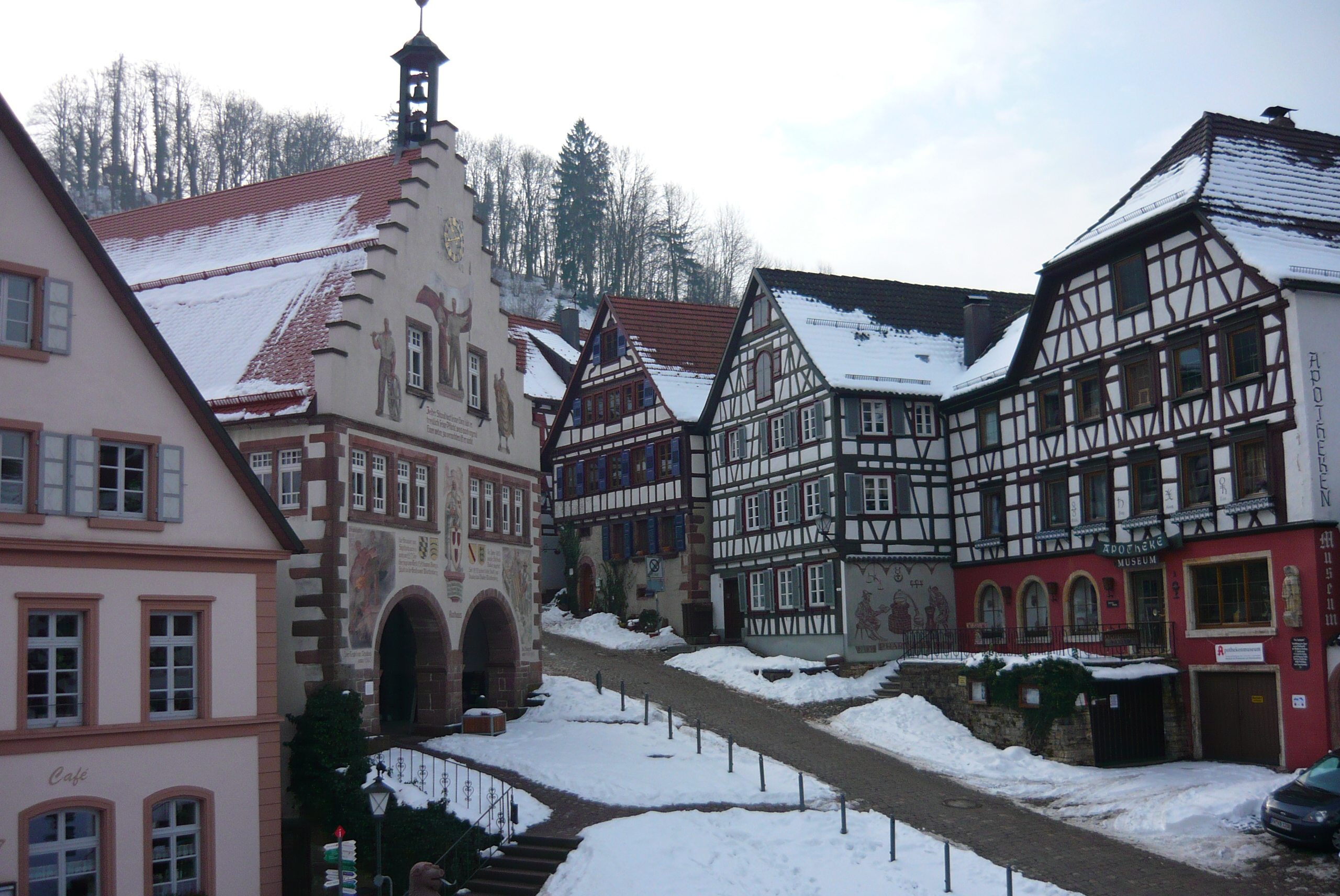
Das Rathaus = Nr. 6, links Nr. 7, rechts Apothekenmuseum = Nr. 5, dahinter Beginn der Schloßbergstraße

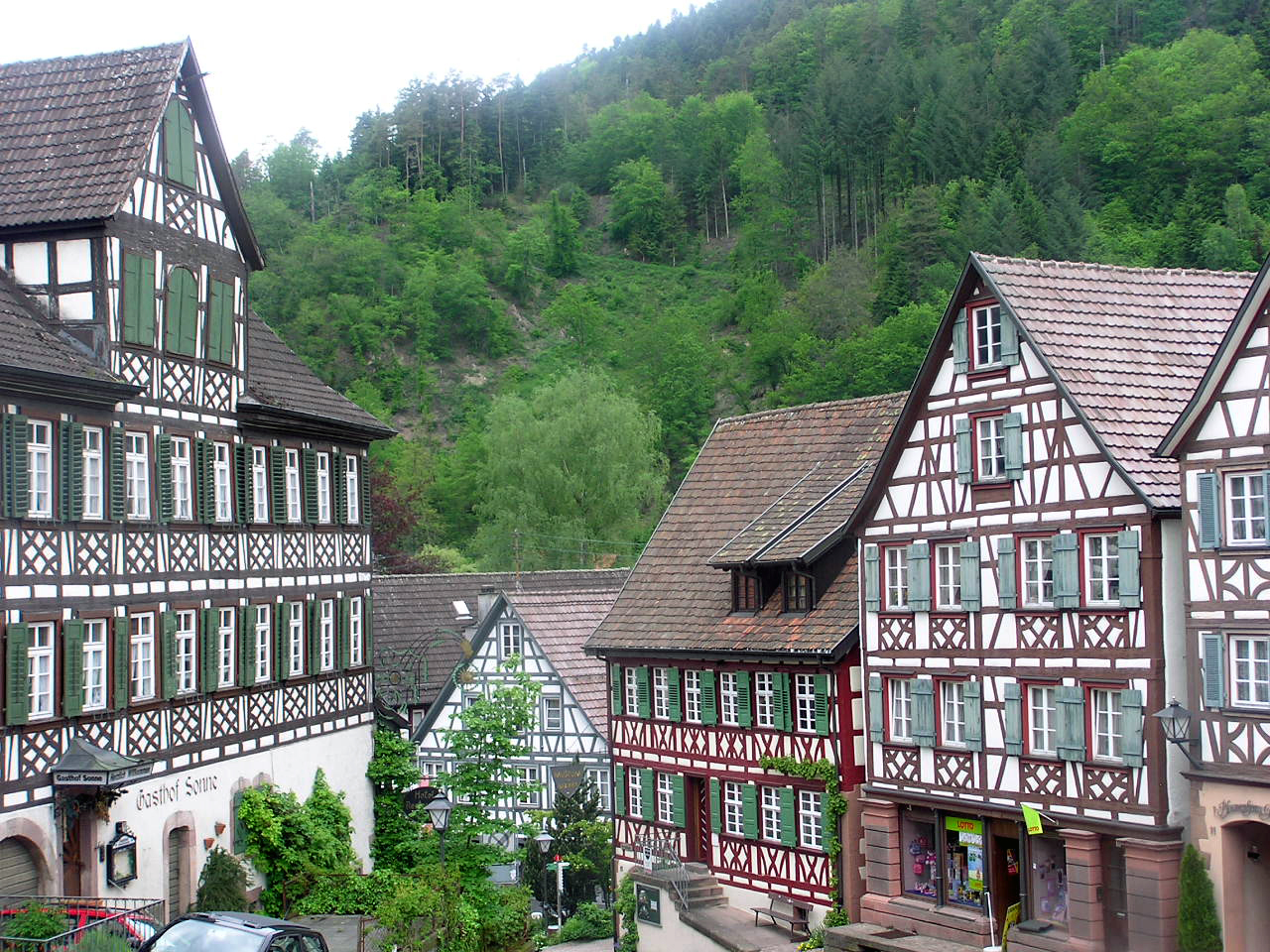
Links die „Sonne“, rechts die Häuser 11, 12 und 13 (Museum am Markt mit schmuckreichem rotem Fachwerk)

Weitere baulich interessante Gebäude sind:
- Das Haus Nr. 13 Museum am Markt, ein dreistöckiges Ackerbürgerhaus. Viele dieser Häuser waren ursprünglich Ackerbürgerhäuser.
- Das Gasthaus Sonne, Haus Nr. 2 und 3. Das Nebengebäude ist städtebaulich unspektakulär und vom Platz aus nur über das Hauptgebäude zu erreichen. Das Hauptgebäude ist 1791 traufseitig erstellt worden. Um es mit den benachbarten, meist giebelständigen Gebäuden in Harmonie zu bringen, erhielt die „Sonne“ ein kleines Zwerchhaus mit einem  Giebel. Das Gebäude besteht aus zehn Fensterachsen und hat einen reichhaltigen Fachwerkschmuck mit zwischen den Fensterstielen eingezwängten, steil nach oben gedrückten, geknickten Streben, in die Fensterbrüstungen eingestellten Andreaskreuzen mit eingeschriebenen Rauten.
- Das Gasthaus Adler, offiziell nicht am Marktplatz stehend, da es zur Hauptstraße gerechnet wird, aber dennoch direkt am Marktplatzaufgang stehend und optisch ebenso den Marktplatz dominierend, ist ein weiteres faszinierendes Gebäude. Es stand ursprünglich vor dem unteren Tor, da dieses aber 1840 abgerissen wurde, gehört der Adler direkt zum Bild des unteren Marktplatzbereiches. Der „Adler“ wurde als Herrenherberge zum Hohen Haus im Jahre 1604 erbaut, ist somit ein Renaissance-Bau mit später folgenden Erweiterungsbauten, die sich aber harmonisch in das Gesamtbild einfügen. Das Gebäude ist im fränkischen Fachwerkstil gehalten und besitzt als Steigerung des reich verzierten Fachwerkschmucks einen übereckgestalteten Erker, der auf einer Buntsandsteinkonsole ruht. Fränkische Erkerfenster mit Butzenglasscheiben runden das Bild im Erkertürmchen ab. Der Schmuckreichtum an diesem Gebäude reicht bis zu einer geschnitzten Sonnenscheibe im Eckerker.
- Das Haus Nr. 8 stellt eine Besonderheit dar, da es sein Fachwerk unter Putz hat und ein frei liegendes Fachwerk auch nicht passen würde, da der ehemalige Besitzer seiner Ehefrau, die aus Lothringen stammte, eine Freude machen wollten und einen typischen lothringischen geschwungenen Schmuckgiebel auf das Dach aufgesetzt hat. Eine willkommene Abwechslung für den Platz.
- Die Häuser 4, 9, 10 und 11 sind ebenso gute Beispiele für ehemalige Ackerbürgerhäuser mit mehr oder weniger prunkvollem Fachwerk, die sich aber genauso in die Umgebung einfügen und jedes für sich sehenswert ist. In den ehemaligen Stallungen im Erdgeschoss sind meist Verkaufsräume untergebracht.
- Das Haus Nr. 7, ebenso ein Fachwerkgebäude unter Putz, wurde Anfang der 1990er Jahre von seinem geduckten Walmdach befreit und erhielt einen hohen Giebel. Das Gebäude wurde geschickt mit dem Rathaus verbunden und dient in den oberen Geschossen als Erweiterungsbau desselben. Der klassizistische Stil des Gebäudes wurde beibehalten.
- Der Marktbrunnen, auch Stadtbrunnen genannt, war der wichtigste Brunnen in der Stadt. Über das Aussehen des ersten Marktbrunnens fehlen in der Historie die Angaben. Er steht jedenfalls in der Nord-Ost-Ecke des Marktplatzes oberhalb der Gebäude Marktplatz 9 und 10. Somit war der Brunnen etwas günstig zur Seite gestellt worden, um den Platz auf dem Markt nicht einzuschränken. Der Brunnen wurde auf jeden Fall 1751 durch den Brunnenmacher Johann Balthasar Rußmann aus Wittichen erneuert. Die Schlossereiarbeiten erledigte der Witticher Meister Martin Schnurrberger. Der Brunnen hat ein achtseitiges Brunnenbecken aus Buntsandsteinplatten. Ein Halsband aus Flacheisen hält die Platten zusammen. Nach oben trägt der Brunnenrand eine Abdeckung aus Eiche. In der Mitte des Troges steht die Brunnensäule aus Buntsandstein, die bis zur Höhe des korinthischen Kapitells 3,60 m misst. Der Schaft zeigt vier Fratzen, deren Mäuler die vier Wasserröhren aufnehmen. Die Wasserröhren sind von einem verzierten Gitterwerk gestützt. Oberhalb der Fratzen trägt der Schaft vier stilisierte Akanthusblätter, die Form wiederholt sich oben am Kapitell. Das korinthische Kapitell trägt letztendlich einen sitzenden doppelschwänzigen Löwen. Der Löwe hält den Besuchern des Marktplatzes einen Schild entgegen, auf dem das Wappen der Stadt Schiltach aufgebracht ist. Die Löwenfigur ist zu vergleichen mit einer Rolandsfigur und symbolisiert hier seit 1430 die Markthoheit der Stadt.

## Funktion

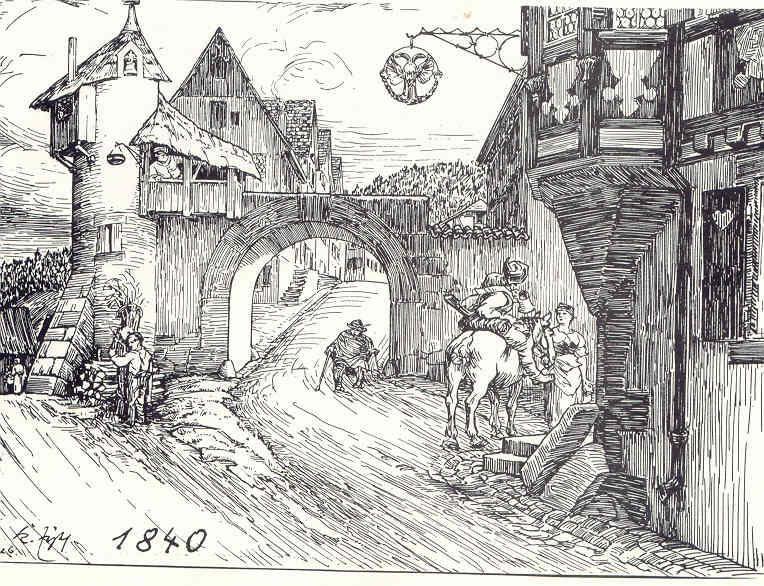
Das ehemalige Untere Tor gegenüber dem Gasth. Adler am Marktplatzaufgang

In früheren Zeiten war der Marktplatz ohne Frage der absolute Mittelpunkt. Die alte Rottweiler Straße, auch Schiltacher Steige genannt, begann am Marktplatz und stieg die steile Schloßbergstraße an, verließ dort durch das obere Tor die Stadt.
Die Straße durch das Kinzigtal wiederum kam ebenfalls beim Gasthaus Adler durch das untere Tor auf den Marktplatz und verließ über die Schenkenzeller Straße durch das hintere Tor die Stadt. Der Marktplatz diente als Umspannstation für die Pferde und versorgte die Reisenden mit allem was man brauchte, hier gab es Gasthäuser, Schmieden, Wagner, Metzger, Schumacher. Alles was man für den Bedarf brauchte.
Am Marktplatz waren über die Jahrhunderte zahlreiche Gasthäuser und Wirtschaften angesiedelt.
Dies ist auch sehr gut am Gemälde „Silvesterzug“ von Eduard Trautwein anhand der vielen historischen Stechschilder der Gasthäuser zu erkennen. So gibt es heute noch das Gasthaus Sonne (Marktplatz 2 und 3).
Das Gebäude unterhalb Nr. 1, hier befand sich das ehemalige Gasthaus zum Löwen. Das Gebäude oberhalb der Sonne, Marktplatz 4, war das ursprüngliche Gasthaus Rössle. Oberhalb die Nr. 5 war das ehemalige Gasthaus Engel.
Unterhalb des Rathauses im Gebäude Nr. 7, wo heute auch wieder eine gastronomische Nutzung untergebracht ist, befand sich das Gasthaus Zum Hirschen. Daneben am Marktplatzrand das Gebäude Schenkenzeller Straße 1 war das ehemalige Gasthaus Zur Krone. Das Gebäude Nr. 9 war bis 1808 das Gasthaus Adler. Das Haus Nr. 10 ist das ehemalige Gasthaus Zur Stadt. Vor dem unteren Tor der heutige Adler, vormals Herrenherberge zum Hohen Haus.
Der Marktplatz ist zweifelsohne die gefühlte Mitte eines jeden Schiltacher Bürgers. Jeder Tourist lernt bei seinem Schiltach-Besuch den Marktplatz kennen. Die Wochenmärkte wurden aus Platzgründen mittlerweile in die Gerbergasse verlegt. Die Jahrmärkte ebenso in die besser zugängliche Schramberger Straße. Lediglich der Schiltacher Advent, wie sich der Schiltacher Weihnachtsmarkt nennt, und der kreative Handwerkermarkt im Frühjahr sowie der Bauernmarkt im Herbst finden noch unter anderem auf dem Marktplatz statt.
An jedem Silvesterabend, also einmal im Jahr, hat hier auf dem Marktplatz der historische Silvesterzug seinen Anfang und letztlich auch wieder sein Ende.
Im Sommer wird eine Bühne für Konzerte, Theaterauftritte etc. auf dem Platz aufgestellt, was in der historischen Kulisse natürlich ankommt. Die Häuser um den Marktplatz besitzen zahlreiche historische Gewölbekeller, von denen ein Teil auch für gastronomische Zwecke aller Art genutzt wird.
Bei Stadtführungen wird mit dem Stadtführer auch der Marktplatz besucht und über die Geschichte berichtet. Der Marktplatz war bereits Kulisse für zahlreiche Fernsehfilme, unter anderem für Die Schwarzwaldklinik.